# Yamaha TZ 125
La Yamaha TZ 125 è una motocicletta da competizione della casa Yamaha Motor, che ha debuttato nella classe 125 del motomondiale nel 1979. La sigla è stata utilizzata per tutti i modelli della casa giapponese che hanno gareggiato nella classe sino al motomondiale 2010.

## Evoluzione
Questo modello è dotato di un motore monocilindrico raffreddato ad acqua con misure di alesaggio e corsa di 56x50 mm e fino alla fine degli anni '80 rimase praticamente identico. Intorno al 1996 le misure divennero 54x54,5 mm, nel 1999 ha cambiato misura degli pneumatici anteriori, passando da 90/70R17 a 95/70R17, inoltre il telaio è stato alleggerito con un tubolare in acciaio.